# Сан-Марино на літніх Олімпійських іграх 1984
Сан-Марино брало участь у Літніх Олімпійських іграх 1984 року у Лос-Анджелесі (США), але не завоювало жодної медалі.

## Результати змагань

### Легка атлетика
Спортивна ходьба, 20 км, чоловіки
- Стефано Касалі

- Фінал — 1:35:48 (→ 35-е місце)

### Велоспорт
Індивідуальні шосейні перегони
- Мауріціо Касадей — не фінішував (→ без місця)

### Плавання
Чоловіки
100 метрів вільним стилем
- Мішель Піва

- Попередні запливи — 59.26 (→ не пройшов далі, 63-є місце)

200 метрів вільним стилем
- Мішель Піва

- Попередні запливи — 2:15.39 (→ не пройшов далі, 54-е місце)

100 метрів на спині
- Мішель Піва

- Попередні запливи — 1:16.21 (→ не пройшов далі, 48-е місце)

200 метрів комплексом
- Мішель Піва

- Попередні запливи — 2:29.81 (→ не пройшов далі, 41st place)

Жінки
100 метрів вільним
- Даніела Ґалассі

- Попередні запливи — 1:06.19 (→ не пройшла далі, 44-е місце)

200 метрів вільним стилем
- Даніела Ґалассі

- Попередні запливи — 2:19.22 (→ не пройшла далі, 34-е місце)